# The Unknown Guest
Pour plus de détails, voir Fiche technique et Distribution.
The Unknown Guest est un film américain réalisé par  Kurt Neumann, sorti en 1943.

## Synopsis
Lorsqu'un étranger s'installe dans un pavillon de chasse, ses voisins deviennent méfiants du fait que les précédents propriétaires ont disparu mystérieusement.

## Fiche technique
- Titre français : The Unknown Guest
- Réalisation :  Kurt Neumann
- Scénario : Philip Yordan
- Photographie : Jackson Rose
- Montage : Martin G. Cohn
- Musique : Dimitri Tiomkin
- Pays d'origine : États-Unis
- Format : Noir et blanc - 1,37:1
- Genre : policier
- Durée : 61 minutes
- Date de sortie : 1943

## Distribution
- Victor Jory : Charles 'Chuck' Williams
- Pamela Blake : Julie
- Veda Ann Borg : Helen Walker
- Harry Hayden : George Nadroy
- Paul Fix : Fain
- Emory Parnell : Sheriff Dave Larsen
- Ray Walker : Swarthy
- Lee "Lasses" White (en) : Joe Williams
- Nora Cecil : Martha Williams
- Eddie Mills : Sidney